# Haus Peters

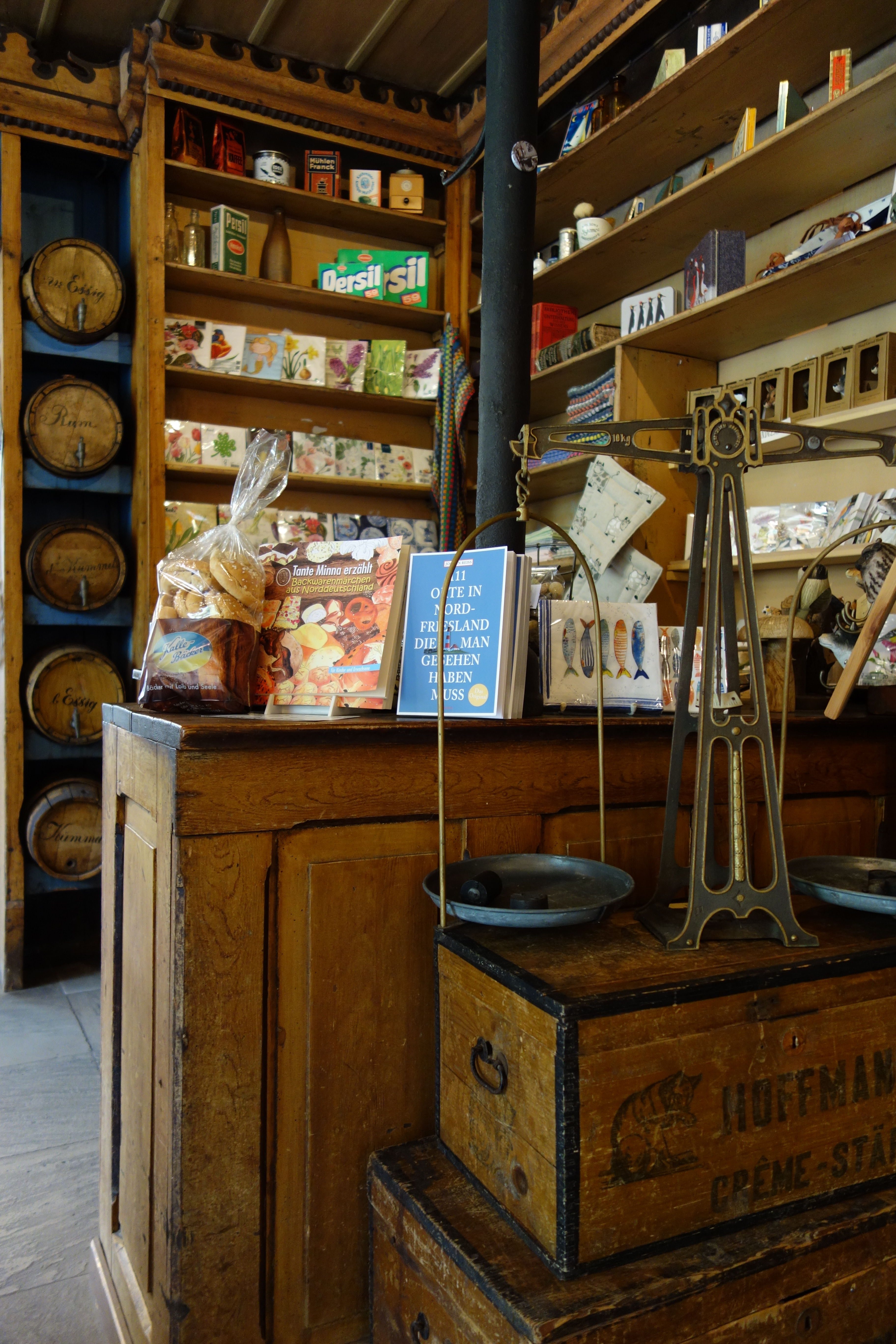
Innenansicht des Hauses Peters mit Ladenausstattung im Biedermeier-Stil

Das Haus Peters in Tetenbüll war ein Kolonialwarenladen, der generationsübergreifend zwischen 1820 und 1924 von der Familie Peters betrieben wurde.
Das zur Liste der Kulturdenkmale in Tetenbüll zählende Gebäude wurde ca. 1765 erbaut. Heute vereint das Haus eine Galerie, einen Laden sowie ein Museum.
Hinter dem Haus befindet sich ein Bauerngarten mit regionalen Stauden und Sommerblumen.
Das Museum zeigt neben der originalen Ladenausstattung im Biedermeier-Stil das fast vollständig erhaltene Mobiliar der ehemaligen Hausbesitzer.
Die Galerie umfasst eine Dauerausstellung des Grafikers Horst Janssen, Fotografien von Theodor Möller sowie wechselnde Ausstellungen diverser Künstler, die sich thematisch bevorzugt mit dem Wattenmeer und der Region Eiderstedt auseinandersetzen.
Der 1991 gegründete Förderverein Haus Peters e. V. hat das Haus in ein kulturelles Zentrum der Region umgewandelt.